# Saint-Hymetière-sur-Valouse
Saint-Hymetière-sur-Valouse is een gemeente in het Franse departement Jura in de regio Bourgogne-Franche-Comté en maakt deel uit van het arrondissement Lons-le-Saunier. De gemeente telde 415 inwoners op 1 januari 2022.

## Geschiedenis
Saint-Hymetière-sur-Valouse is op 1 januari 2019 ontstaan door de fusie van de gemeenten Cézia, Chemilla, Lavans-sur-Valouse en Saint-Hymetière. Hierbij kregen de voormalige gemeenten niet de status van commune déléguée, hoewel dat bij de gemeentefusies rond deze tijd wel gebruikelijk was.

## Geografie
De oppervlakte van Saint-Hymetière-sur-Valouse bedroeg op 1 januari 2022 18,3 vierkante kilometer; de bevolkingsdichtheid was toen 22,7 inwoners per km².

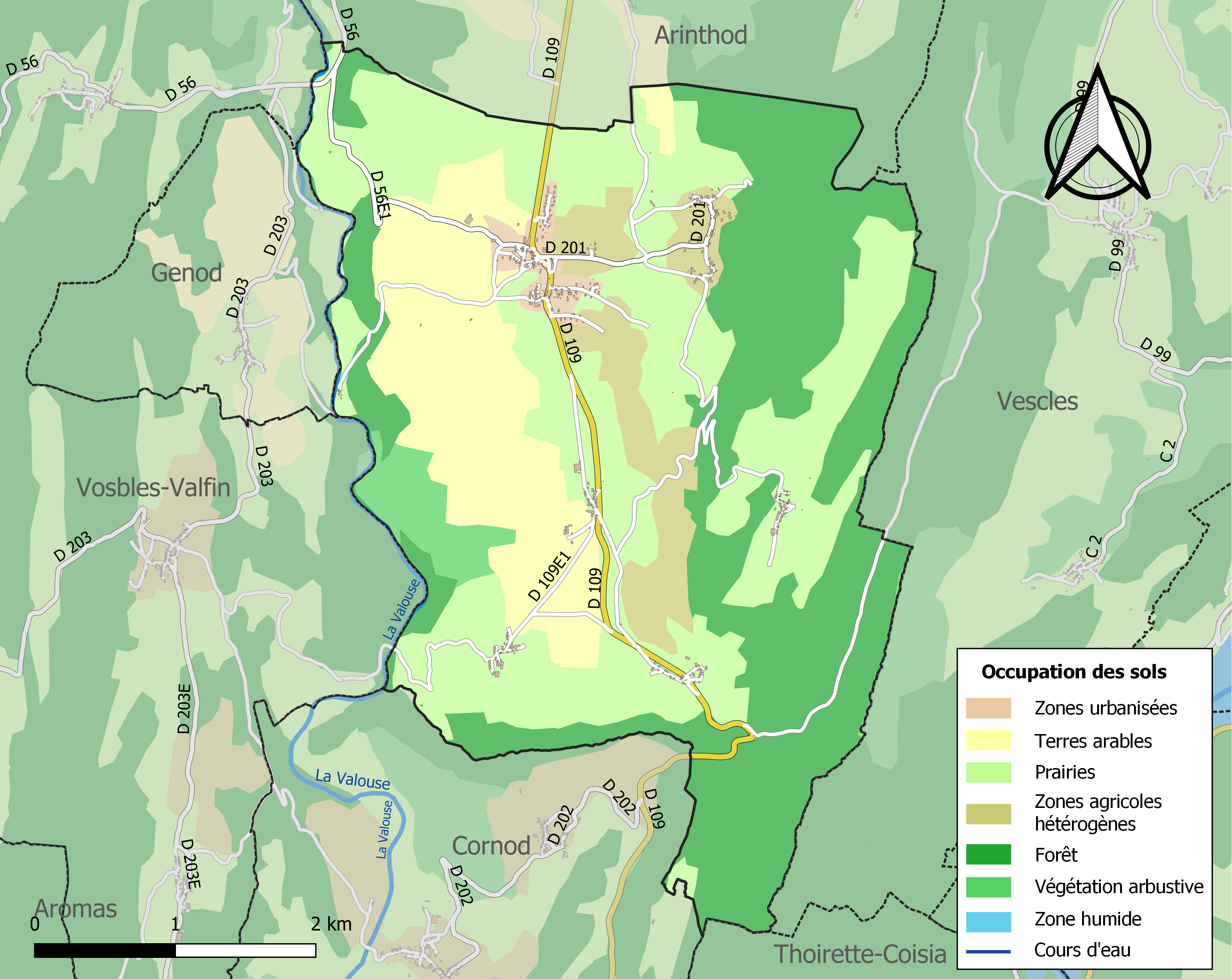
Kaart van de gemeente met de belangrijkste infrastructuur, bodemgebruik en omliggende gemeenten